# ラファイエット (カリフォルニア州)
ラファイエット（Lafayette）は、アメリカ合衆国カリフォルニア州のコントラコスタ郡にある都市。人口は2万5391人（2020年）。サンフランシスコ・ベイエリアのベッドタウンである。地名はアメリカ独立戦争におけるフランス軍の英雄であるラファイエットに因んでいる。英語の発音に忠実な日本語表記は「ラフィエット」である。

## 歴史
スペインによる植民地化以前、ラファイエットとその付近は先住民ベイ・ミウォク(Bay Miwok)のサクラン(Saclan)部族によって居住されていた。オローニ族もラファイエット川沿いに住んでいた。この地方にカトリック伝道所の創設と共に、先住民とヨーロッパ人との最初の接触は1700年代の後半であった。この初期の接触は幾年もの闘争となり、その闘争のなかで現在のラファイエットの土地でサクラン部族とスペイン人との戦いが起こり、結局先住民が征服されたという結果になった。1834年に現在のラファイエットの土地の大半は下付地、ランチョ・アカラネス（Rancho Acalanes）、として、当時その地方を支配していたメキシコ政府から、カンデラリオ・バレンシア（Candelario Valencia）に与えられた（牧場の名前はアハラ・ン（Ahala-n）と呼ばれる先住民の村に因んで名づけられたと思われる）。
1848年にランチョ・アカラネスを購入したイーラム・ブラウン（Elam Brown）の到着から、アメリカ人による植民地化は始めた。アメリカ人の入植者の流入によりどんどん大きくなりつつ、1857年にアカラナス（Acalanus、当時の町名）の町は自分の郵便局を得、ラ・ファイエット（La Fayette）と改名した（現在のつづり字Lafayetteは1932年から）。1860年代の初期に、ラファイエットは短時間にポニー・エクスプレスの中継所の敷地の一つであった。第二次世界大戦後、ラファイエットは農村からベッドタウンへと変貌した。1968年に法人化し「ラファイエット市」が誕生した。サンフランシスコから富裕層の住民が移住した。

## 地理
ラファイエットは北緯37度53分28秒、西経122度6分42秒 (37.891224, -122.111615)に位置している。丘陵地にあり標高は97.5メートルである。アメリカ合衆国統計局によると、市の総面積は39.9km2 (39.9mi2) である。
このベッドタウンはサンフランシスコ・ベイエリアの一部であり、バート駅も有る。ウォールナットクリーク、モラガ、オリンダの間に位置し、ラファイエットはモラガとオリンダとともに、地方的に「ラモリンダ」（Lamorinda）と知られている。

## 人口動静
2000年国勢調査で、この都市は人口23,908人、9,152世帯、及び6,754家族が暮らしている。人口密度は607.3/km2 (1,572.5/mi2) である。237.1/km2 (613.9/mi2) の平均的な密度に9,334軒の住宅が建っている。この都市の人種的な構成は白人86.81%、アフリカン・アメリカン0.55%、ネイティブ・アメリカン0.22%、アジア人8.23%、太平洋諸島系0.09%、その他の人種0.81%、及び混血3.30%である。人口の3.95%はヒスパニックまたはラテン系である。
この都市内の住民は25.9%が18歳未満の未成年、18歳以上24歳以下が4.4%、25歳以上44歳以下が24.9%、45歳以上64歳以下が30.4%、及び65歳以上が14.4%にわたっている。中央値年齢は42歳である。女性100人ごとに対して男性は95.4人である。18歳以上の女性100人ごとに対して男性は91.5人である。
この都市の世帯ごとの平均的な収入は 102,107 USドルであり、家族ごとの平均的な収入は 120,364 USドルである。男性は 90,067 USドルに対して女性は51,855 USドルの平均的な収入がある。この都市の一人当たりの収入 (per capita income) は 54,319 USドルである。人口の2.9%及び家族の2.1%は貧困線以下である。全人口のうち18歳未満の2.5%及び65歳以上の5.1%は貧困線以下の生活を送っている。

## 著名な住民

### 過去
- ジョー・モンタナ - アメリカンフットボール選手。
- ジョシュ・レディック - プロ野球選手（外野手）。
- ヒデオ・ササキ - ランドスケープアーキテクト。日系アメリカ人。
- グレン・シーボーグ - ノーベル化学賞受賞者。後半生にラファイエットに居を構えた。
- アレクサンダー・シュルギン - 薬理学者／化学者で、数百種類のデザイナードラッグと称される向精神薬を合成し、それらの効能を自分でテストした幻覚剤の研究者。

### 現在
- ナタリー・コーグリン - 競泳選手。
- ウェイン・フェレイラ - 南アフリカ出身の男子プロテニス選手。
- ウィル・フォーテ - コメディアン、俳優、脚本家、コメディアン。
- ブラッド・ギルス - ロックバンド、ナイト・レンジャーのギタリスト。
- バスター・ポージー - プロ野球選手（捕手・一塁手）。